# Ричмонд (округ, Виргиния)
Округ Ричмонд (англ. Richmond County) располагается в США, в штате Виргиния. По состоянию на 2010 год, численность населения составляла 9254 человек.

## География
По данным Бюро переписи США, общая площадь округа равняется 559 км², из которых 495 км² суша и 65 км² или 11,5% это водоёмы.

### Соседние округа
- Уэстморленд (Виргиния) — север
- Нортамберленд (Виргиния) — восток
- Ланкастер (Виргиния) — юго-восток
- Эссекс (округ, Виргиния) — юго-запад

## Демография
По данным переписи населения 2000 года в округе проживает 8 809 жителей в составе 2 937 домашних хозяйств и 2 000 семей. Плотность населения составляет 18 человек на км². На территории округа насчитывается 3 512 жилых строений, при плотности застройки 7 строений на км². Расовый состав населения: белые - 64,77%, афроамериканцы - 33,17%, коренные американцы (индейцы) - 0,09%, азиаты - 0,32%, гавайцы - 0,07%, представители других рас - 0,85%, представители двух или более рас - 0,73%. Испаноязычные составляли 2,10% населения.
В составе 27,20 % из общего числа домашних хозяйств проживают дети в возрасте до 18 лет, 52,30 % домашних хозяйств представляют собой супружеские пары проживающие вместе, 11,80 % домашних хозяйств представляют собой одиноких женщин без супруга, 31,90 % домашних хозяйств не имеют отношения к семьям, 28,30 % домашних хозяйств состоят из одного человека, 14,20 % домашних хозяйств состоят из престарелых (65 лет и старше), проживающих в одиночестве. Средний размер домашнего хозяйства составляет 2,40 человека, и средний размер семьи 2,93 человека.
Возрастной состав округа: 18,40 % моложе 18 лет, 8,00 % от 18 до 24, 31,80 % от 25 до 44, 24,10 % от 45 до 64 и 17,70 % от 65 и старше. Средний возраст жителя округа 40 лет. На каждые 100 женщин приходится 127,60 мужчин. На каждые 100 женщин старше 18 лет приходится 131,90 мужчин.
Средний доход на домохозяйство в округе составлял 33 026 USD, на семью — 42 143 USD. Среднестатистический заработок мужчины был 30 722 USD против 21 807 USD для женщины. Доход на душу населения был 16 675 USD. Около 11,90% семей и 15,40% общего населения находились ниже черты бедности, в том числе - 21,20% молодежи (тех кому ещё не исполнилось 18 лет) и 12,50% тех кому было уже больше 65 лет.